# Judo op de Paralympische Zomerspelen

Judo is een van de sporten die op het programma van de Paralympische Spelen staan. Op de Paralympische Spelen komen alleen visueel gehandicapten in actie (classificatie B1-B3). Er wordt zowel door mannen als vrouwen in verschillende gewichtsklassen gestreden.

## Regels
De regels van het judo zijn vergelijkbaar met het valide-judo, met enkele aanpassingen die nader zijn gespecificeerd door de International Blind Sports Association (IBSA). Er wordt gebruikgemaakt van een geribbelde mat, zodat de deelnemers hun positie kunnen voelen. Ook roepen de scheidsrechters wanneer de judoka's te dicht bij de rand van de mat komen en wordt telkens gestart vanuit een positie waarbij de twee judoka's elkaar los vasthouden; de Kumikata-greep. Verder moeten ze de voeten gelijk of parallel aan elkaar houden, totdat de scheidsrechter "hajime" roept.

## Geschiedenis
Het judo staat vanaf 1988 op het Paralympisch programma. Er werd in zes gewichtsklassen gestreden. Vanaf 2004 doen ook vrouwen mee. Inmiddels zijn er zeven gewichtsklassen voor mannen en zes voor vrouwen.
Op de Paralympische spelen van 2008 in Beijing won de 16-jarige Sanneke Vermeulen in de categorie tot 70 kg brons, ze is hiermee de jongste Nederlandse paralympische deelneemster die een medaille behaalde.